# Phyllomedusa vaillantii
O Phyllomedusa vaillantii, é uma espécie de anfíbio anuro da América do Sul da família Phyllomedusidae. É encontrada na Bolívia, Brasil, Colômbia, Equador, Guiana Francesa, Guiana, Peru, Suriname e Venezuela. Os seus habitats naturais são: regiões subtropicais ou tropicais húmidas de baixa altitude, charcos subtropicais ou tropicais, rios e pântanos de água doce.
Phyllomedusa vaillantii está ameaçada por perda de habitat.